# Isaiah Austin
Pour les articles homonymes, voir Austin.
Isaiah Charles Austin, né le 25 octobre 1993, est un joueur américain de basket-ball. Il évolue au poste de pivot.

## Biographie

### Carrière universitaire
En 2012, il rejoint les Bears de Baylor.
En deux saisons à Baylor, Isaiah Austin tournait à 12 points et 7 rebonds par match.
Le 16 avril 2014, il annonce sa décision de se présenter à la Draft 2014 de la NBA.
Le 22 juin, il apprend qu'il est atteint du syndrome de Marfan, une maladie génétique qui affecte tous les tissus du corps humain et s’attaque notamment à l’œil et au cœur, et doit arrêter prématurément la pratique du basketball et donc renoncer à la draft.
Lors de la Draft 2014 de la NBA, le 26 juin 2014, il est choisi par la NBA entre la 15e et 16e place pour lui rendre hommage.

## Statistiques

### Universitaires
Les statistiques en matchs universitaires d'Isaiah Austin sont les suivants :
| Année     | Équipe | Matches | Titul. | Min./m. | %tir | %3pts | %l-f | rbds/m. | pass/m. | int/m. | ctr/m. | pts/m. |
| --------- | ------ | ------- | ------ | ------- | ---- | ----- | ---- | ------- | ------- | ------ | ------ | ------ |
| 2012-2013 | Baylor | 35      |        | 29,9    | 45,9 | 33,3  | 63,4 | 8,3     | 1,1     | 0,3    | 1,7    | 13,0   |
| 2013-2014 | Baylor | 38      |        | 28,0    | 44,9 | 27,7  | 67,9 | 5,5     | 1,4     | 0,4    | 3,1    | 11,2   |
| Total     |        | 73      |        | 28,9    | 45,0 | 31,0  | 66,0 | 6,9     | 1,2     | 0,4    | 2,4    | 12,1   |

## Palmarès

### En club
- Big 12 All-Defensive Team (2014)
- NIT champion (2013)
- All-Big 12 Third Team (2013)
- Big 12 All-Rookie Team (2013)

## Vie privée
Isaiah est le neveu d'Isaac Austin.

## Anecdote
Austin est aveugle de l'œil droit depuis une blessure qu'il a subie en milieu scolaire. Il garde la blessure secrète, connue seulement de ses coéquipiers et amis proches jusqu'au 17 janvier 2014.